# Geschlechtsangleichende Maßnahme
Geschlechtsangleichende Maßnahmen sollen dazu führen, die Identität einer Person so weit wie möglich und gewünscht an das erlebte Geschlecht anzupassen. Dieser Vorgang wird als Transition bezeichnet. Sie umfasst Gesundheitsdienstleistungen zur Veränderung der geschlechtsspezifischen körperlichen Eigenschaften und dient der Behandlung von Dysphorien, die ihre Ursache in einer bestehenden Geschlechtsinkongruenz haben. Die Transition umfasst aber auch soziale und juristische Maßnahmen bis hin zur Änderung des Kleidungsstils.
In seltenen Fällen (seltener als 3 % aus internen Gründen) wird nach durchgeführten Maßnahmen zur Transition das Vorgehen bedauert. Einzelne Personen brechen den Vorgang ab oder wünschen eine Umkehrung des Prozesses. Für diese Situation wurde der Begriff Re-Transition oder Detransition geprägt.

## Varianten
Zu den somatischen geschlechtsangleichenden Maßnahmen gehören Therapien wie die Gabe von Geschlechtshormonen (siehe auch Endokrinologie und Hormonersatztherapie) oder die Unterdrückung der Hormonbildung, ggf. die Epilation von Gesichts- und Körperbehaarung oder Haartransplantationen sowie operative Eingriffe, siehe geschlechtsangleichende Operation.

## Intergeschlechtlichkeit
Bei intergeschlechtlichen Menschen (Personen mit nicht eindeutig weiblichen oder männlichen körperlichen Geschlechtsmerkmalen) können medizinische Maßnahmen ergriffen werden, um den Körper an das gefühlte oder vermutete Geschlecht anzupassen. Dies kann von einem Ausgleich eines anomalen Hormonspiegels über „kleinere“ Eingriffe wie dem Verkleinern der Klitoris, bis zur kompletten Umgestaltung des Genitalbereiches mit Mitteln der plastischen Chirurgie reichen.
Vor allem in der Vergangenheit wurde die Entscheidung zu einer solchen Maßnahme im Kindesalter häufig von den Eltern getroffen, ohne die persönliche Entwicklung des Kindes abzuwarten. Da das Entfernen rudimentärer männlicher Geschlechtsteile (also die Operation zur Frau) die chirurgisch einfachere Maßnahme ist, wurde sie häufiger gewählt, ohne dass sie im Einzelfall die der Situation des Kindes angebrachtere gewesen wäre.
Der Deutsche Ethikrat spricht sich auf Basis der UN-Kinderrechtskonvention gegen solche medizinisch nicht notwendigen Operationen an nicht-einwilligungsfähigen Kindern aus. Auch eine 2016 verabschiedete AWMF-Leitlinie empfiehlt einen restriktiven Umgang mit operativen Eingriffen bei nicht-einwilligungsfähigen Kindern; das elterliche Sorgerecht ermögliche demnach nur eine Einwilligung in medizinisch notwendige Operationen, nicht jedoch in kosmetische Eingriffe. Am 22. Mai 2021 trat in Deutschland ein grundsätzliches Verbot geschlechtsangleichender Maßnahmen bei nicht einwilligungsfähigen intersexuellen Kindern in Kraft.

## Geschlechtsinkongruenz
Bei transgeschlechtlichen Menschen (Menschen, welche sich mit ihren primären und sekundären Geschlechtsmerkmalen nicht oder nicht vollständig identifizieren) werden diese Maßnahmen durchgeführt, um eine Anpassung des Körpers an das empfundene Geschlecht durchzuführen. Diese Maßnahmen finden auf ausdrücklichen Wunsch der betreffenden Personen und im Allgemeinen nach ausführlichen Begutachtungen statt.
Umstritten hier ist oft noch, ob diese Maßnahmen allen zugutekommen sollen, die sie benötigen, oder nur Menschen, welche die Definition von „Transsexualismus“ im ICD-10 vollständig erfüllen. Die Tendenz, sowohl unter transgeschlechtlichen Menschen selbst als auch Behandlern, geht zunehmend zu ersterem. Folglich wurde in der ICD-11 die Diagnose „Störungen der Geschlechtsidentität“, welche „Transsexualismus“ beinhaltete, ersetzt durch die Fachbezeichnung Geschlechtsinkongruenz, die wiederum nicht als psychische Störung, sondern als „Zustand mit Bezug zur sexuellen Gesundheit“ definiert wird.

## Recht
Seltener werden auch juristische Maßnahmen zu den geschlechtsangleichenden Maßnahmen gerechnet, also die Anpassung von Vornamen und/oder Personenstand an ein anderes Geschlecht:
- In Deutschland (siehe Gesetz über die Selbstbestimmung in Bezug auf den Geschlechtseintrag) ist eine Änderung nach dem Personenstandsgesetz (§ 45b PStG)[9] möglich.
- In Österreich fehlt es nach Aufhebung der beiden Transsexuellenerlässe an umsetzungsrechtlichen Vorschriften, die Änderung des Personenstands begründet sich auf das Personenstandsgesetz (Österreich), die Namensänderung auf das Namensänderungsgesetz (NÄG) in Verbindung mit den namensrechtlichen Bestimmungen des PStG.

## Häufigkeit
Deutschland

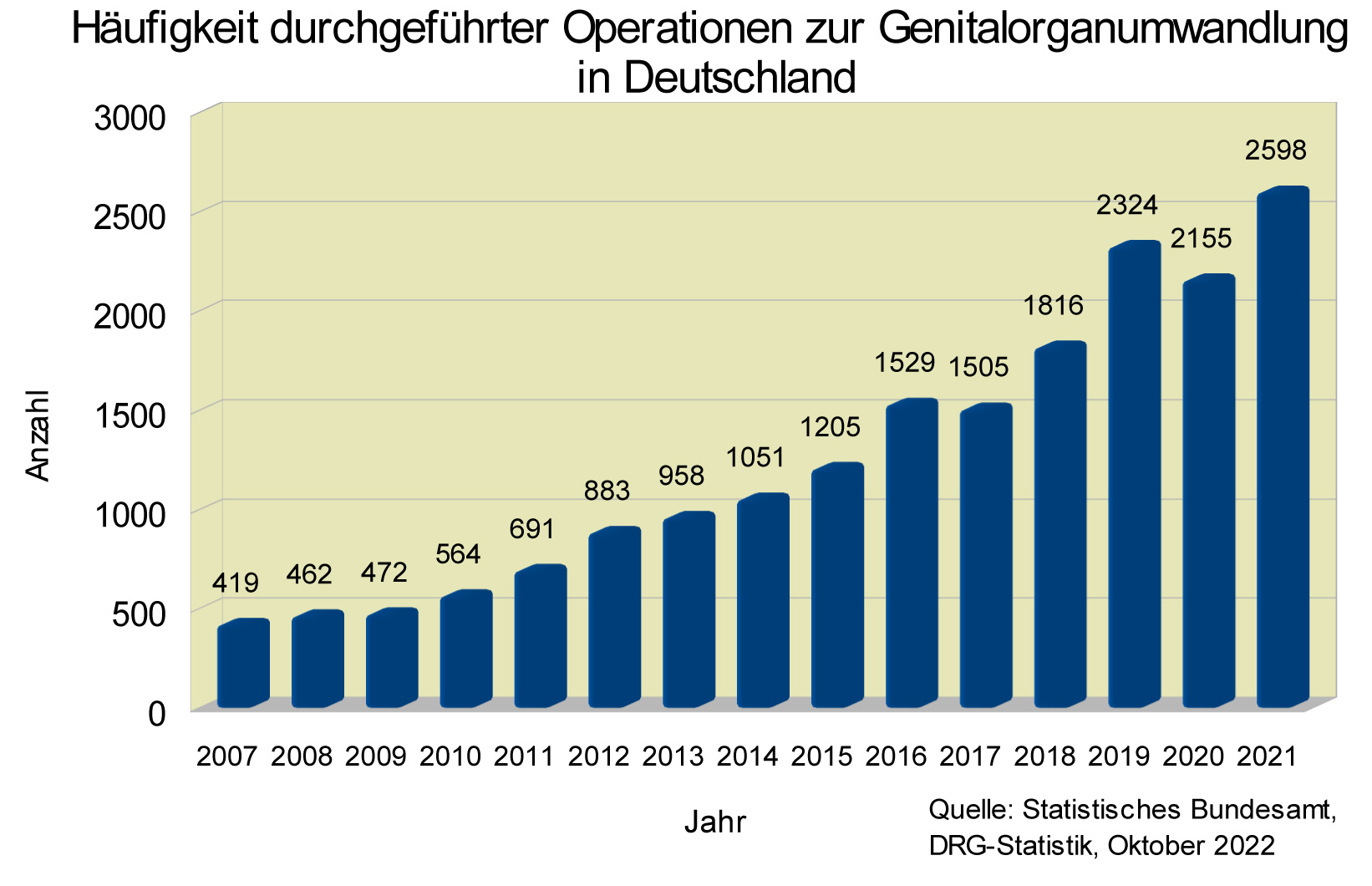
Häufigkeit operativer Maßnahmen zur Transition

Durch die gestiegene gesellschaftliche Akzeptanz wurde eine Auseinandersetzung mit Geschlechtsinkongruenz für viele Menschen einfacher. Obwohl weiterhin Hürden im Zugang zum Gesundheitssystem bestehen, haben sich in den vergangenen Jahren vermehrt Betroffene mit dem Wunsch nach geschlechtsangleichende Maßnahmen an spezialisierte Zentren gewandt und auch generell wird eine höhere Anzahl von trans Menschen im Gesundheitssystem behandelt. Nach einer Veröffentlichung des Wissenschaftlichen Dienstes des Deutschen Bundestags kam es in den Jahren 2007–2020 zu einer deutlichen Zunahme der Operationen zur Umwandlung der Genitalorgane. Die Zahlen wurden anhand der DRG-Statistik des Statistischen Bundesamtes erhoben. Am stärksten war die Altersgruppe von 25–35 Jahren vertreten.
Über die Häufigkeit pubertätsblockierender Maßnahmen bei Kindern und Jugendlichen liegen der Bundesregierung keine Zahlen vor.
Ebenso fehlen weitgehend Daten zur Detransition. Studien gehen von 1 % – 13 % der Personen aus, die nach vorhergehenden Maßnahmen zur Transition diese wieder rückgängig machen wollen. Wobei nur 24 % ihren Arzt informieren wenn sie eine Detransition machen. Es wird besonders auf die Bedeutung des Erkennens begleitender psychischer Störungen hingewiesen. Liegen diese vor und werden nicht behandelt, so steigt das Risiko des Bedauerns nach vollzogener Transition.
Schweiz
In der Schweiz werden entsprechende Analysen vom Bundesamt für Statistik erhoben.

## Situation in den USA
In den Vereinigten Staaten sind geschlechtsangleichende Maßnahmen, wie z. B. auch plastische Operationen, für Transgeschlechtliche seit den 1950er Jahren möglich.

## Situation in Großbritannien
Im März 2024 wurde die Abgabe von sogenannten Pubertätsblockern, also die Pubertät verhindernder hormonhaltiger Medikamente, an Kinder gestoppt. Die Medikamente dürfen nur noch in klinischen Studien eingesetzt werden. Es sei nach einer unabhängigen Untersuchung erwiesen, dass zu wenig über die langfristigen Auswirkungen der Medikamente bekannt sei, so der National Health Service.

## Gesundheitsdienstleistungen
In Deutschland ist für die Kostenübernahme therapeutischer Leistungen durch die Krankenkasse ein Gutachten des Medizinischen Dienstes (MD) erforderlich. Dieser richtet sich dabei nach der Begutachtungsanleitung „Geschlechtsangleichende Maßnahmen bei Transsexualismus (ICD-10, F64.0)“. Bei der Begutachtung ist die Rechtslage zu beachten. Gerade die im ICD-11 vollzogene Entpathologisierung der Geschlechtsinkongruenz erleichtert die Zusage der Kostenübernahme nicht. Nach §27 SGB V ist die Kostenübernahme nur zur Erkennung und Behandlungen von Krankheiten möglich. Nach der bisherigen Rechtsprechung des Bundessozialgerichts ist das Vorliegen einer seelischen Störung mit erheblichem Leidensdruck Voraussetzung für eine Übernahme der Kosten durch die gesetzliche Krankenversicherung. Dabei bestimmen Leitlinien der Fachgesellschaften grundsätzlich nicht den Umfang der Leistungsansprüche der Versicherten. Neben den medizinischen Aspekten ist das Wirtschaftlichkeitsgebot in der medizinischen Versorgung zu berücksichtigen. Medizinische Basis für dieses Verfahren ist die „S3-Leitlinie zur Diagnostik, Beratung und Behandlung im Kontext von Geschlechtsinkongruenz, Geschlechtsdysphorie und Trans-Gesundheit“. Sie wurde von den medizinischen Fachgesellschaften herausgegeben, unter Federführung der Deutschen Gesellschaft für Sexualforschung e. V. (DGfS) in Zusammenarbeit mit dem Bundesverband Trans*. Ein Kernpunkt der Empfehlungen in der S3-Leitlinie ist das Ermitteln der Dauer einer eventuell bestehenden Geschlechtsdysphorie. Dabei soll der Verlauf dokumentiert werden. Wichtig ist die Frage, ob es schon vor der Pubertät Hinweise auf eine Geschlechtsinkongruenz gegeben hat. Bei der Abklärung von Differentialdiagnosen müssen begleitende psychische Störungen ausgeschlossen werden. Für diese Empfehlungen besteht Konsens zwischen den Fachgesellschaften und dem Bundesverband Trans*. Kein Konsens konnte erzielt werden bei dem Prinzip der „Partizipativen Entscheidungsfindung“, wie es von den medizinischen Fachgesellschaften vorgeschlagen wurde. Dieses sieht vor, dass ein Einvernehmen über Notwendigkeit und Reihenfolge der Behandlungsschritte zwischen Behandlungssuchendem und Behandler hergestellt werden muss. Die Gegenposition des Bundesverbandes Trans* zielt darauf ab, dass eine einwilligungsfähige trans Person, die den Umfang und die Folgen der Maßnahme verstanden hat, alleine über die Notwendigkeit und die Reihenfolge von Behandlungsschritten entscheiden können soll.